# Par desordenado
En matemáticas, un par desordenado (o también par no ordenado) es un conjunto de la forma {a, b}, es decir, un conjunto que tiene dos elementos a y b sin ninguna relación particular entre ellos, donde {a, b} = {b, a}. Por el contrario, un par ordenado (a, b) tiene a como primer elemento y b como segundo elemento, lo que significa que (a,  b) ≠ (b, a).
Si bien los dos elementos de un par ordenado (a, b) no necesitan ser distintos, los autores modernos solo llaman a {a, b} un par desordenado si a ≠ b.
Pero para algunos autores un único elemento también se considera un par desordenado, aunque hoy en día, la mayoría diría que {a, a} es un multiconjunto. Es típico utilizar el término par desordenado incluso en la situación en la que los elementos a y b podrían ser iguales, siempre que esta igualdad aún no se haya establecido.
Un conjunto con precisamente dos elementos también se denomina 2-conjunto o (rara vez) conjunto binario.
Un par desordenado es un conjunto finito; su cardinalidad (número de elementos) es 2 o 1 (si los dos elementos no son distintos).
En teoría de conjuntos, la existencia de pares desordenados es requerida por un axioma, el axioma del par.
De manera más general, una n-tupla desordenada es un conjunto de la forma {a1, a2,...  an}.